# 2021 en astronautique
Chronologie de l'astronautique
- 2017
- 2018
- 2019
- 2020
- 2021
- 2022
- 2023
- 2024
- 2025

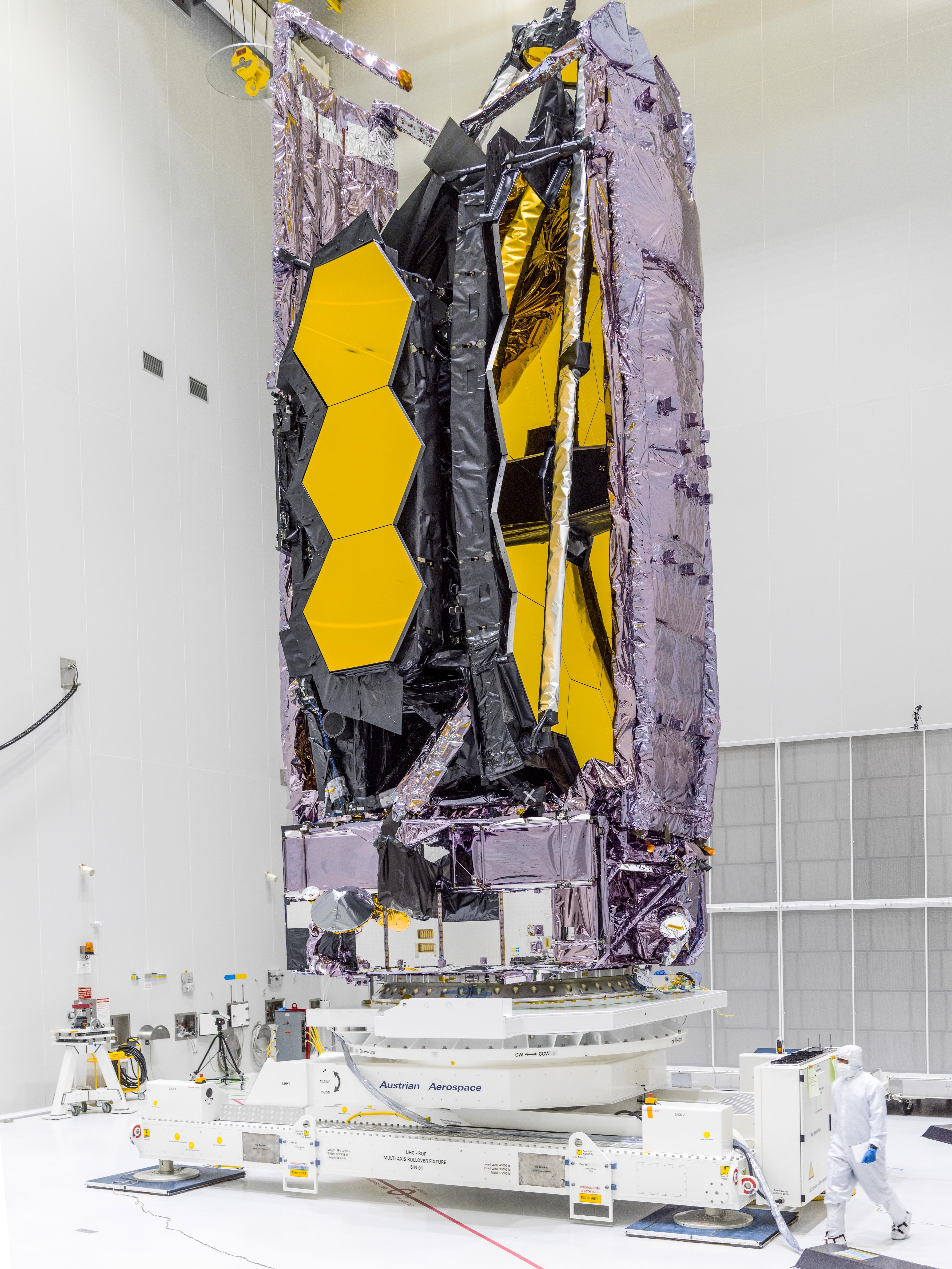
Le télescope JWST entièrement assemblé et en position repliée en salle blanche à Kourou peu avant son installation sur son lanceur. Le technicien donne l'échelle.

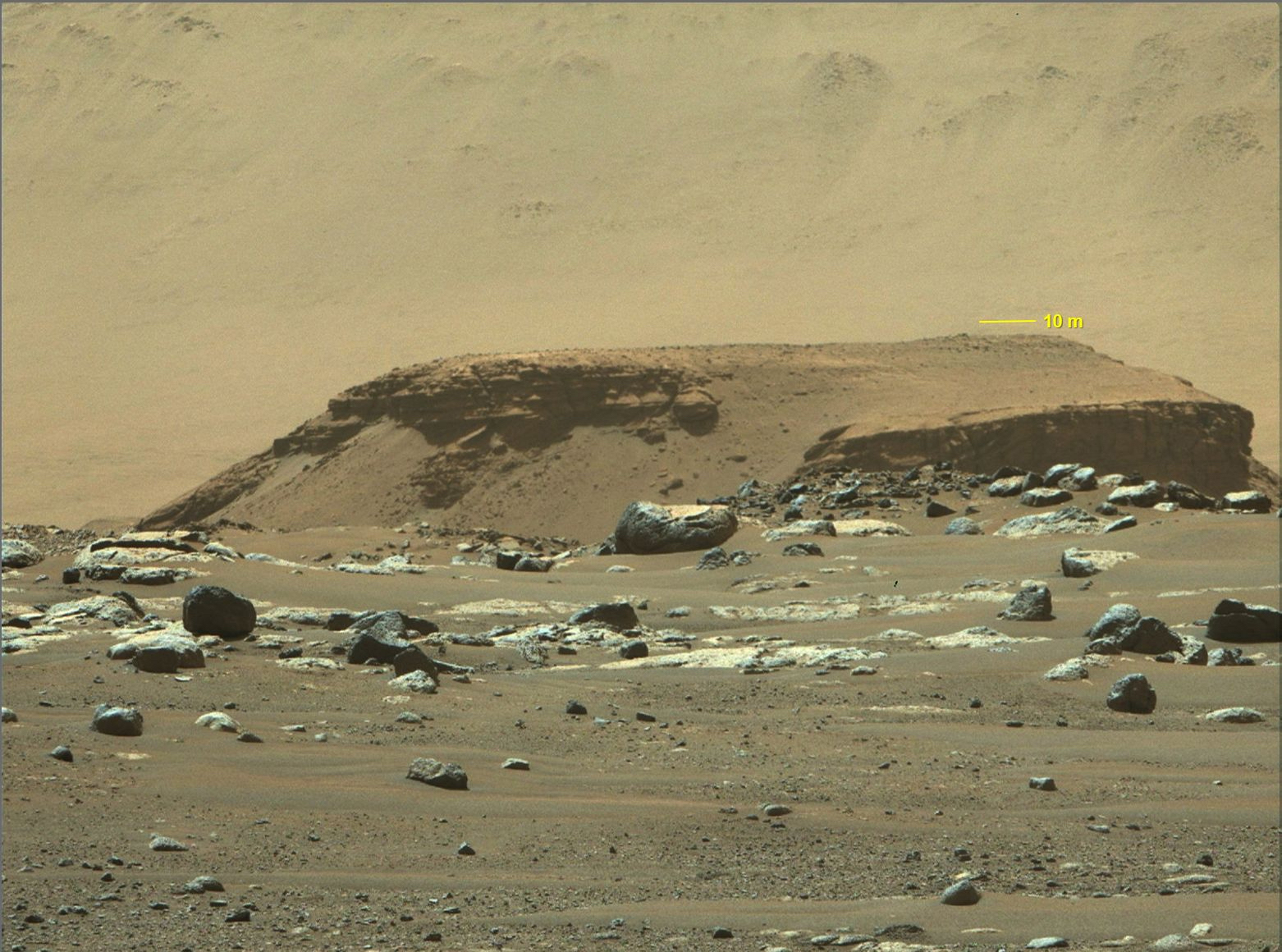
Photo prise par l'astromobile Perseverance sur la planète Mars d'une butte, un vestige des sédiments déposés dans le delta du cours d'eau qui coulait autrefois dans le cratère Jézero.

Cette page présente la chronologie des événements qui se sont produits durant l'année 2021 dans le domaine spatial.

## L'activité spatiale en 2021

### Sondes spatiales interplanétaires

#### Mars
Les trois engins lancés à destination de la planète Mars en juillet 2020 arrivent sur leur objectif en février 2021 : 
- L'orbiteur Mars Hope des Émirats arabes unis se place avec succès en orbite autour de la planète le 9 février 2021 pour étudier son atmosphère.
- Tianwen-1, première mission interplanétaire chinoise, se place également en orbite de Mars le 10 février 2021 avant de poser un astromobile de 200 kg sur la surface de Mars le 14 mai 2021.
- L'astromobile Perseverance de la mission Mars 2020 développée par la NASA s'est posé sur Mars le 18 février 2021 [1]. Le 19 avril 2021, l'hélicoptère Ingenuity, embarqué au titre de démonstrateur technologique à bord de l'astromobile, devient le premier engin motorisé à effectuer un vol stationnaire dans l'atmosphère de Mars. L'astromobile Perseverance entame sa mission scientifique à la surface de Mars.

#### Mercure
La sonde spatiale européenne BepiColombo effectue son premier survol de la planète Mercure le 2 octobre.

#### Jupiter
La mission de la sonde spatiale Juno qui devait s'achever en juillet 2021 est prolongée jusqu'à septembre 2025. Durant cette nouvelle phase il est prévu qu'elle survole à plusieurs reprises les lunes Europe, Io et Ganymède et Europe et qu'elle traverse à de multiples reprises les anneaux de Jupiter.

#### Astéroïdes
Le 10 mai, la sonde spatiale de la NASA OSIRIS-REx quitte l'orbite de l'astéroïde Bénou et se dirige vers la Terre qu'elle atteindra en septembre 2023.
La sonde spatiale Lucy de la NASA sélectionnée dans le cadre du programme Discovery est lancée le 16 octobre 2021 du centre spatial Kennedy pour étudier en les survolant six astéroïdes troyens de Jupiter, qui circulent sur l'orbite de Jupiter et sont positionnés aux points de Lagrange L4 ou L5 de la planète situés en avant et en arrière de celle-ci.

#### Soleil
Les observatoires solaires Solar Orbiter (Agence spatiale européenne) et Parker Solar Probe (NASA) continuent d'effectuer des manœuvres d'assistance gravitationnelle pour rapprocher le périgée de leur orbite du Soleil. Parker Solar Probe effectue ses premières observations dans la couronne solaire caractérisée par des températures atteignant 2 millions de degrés Celsius.

### Satellites scientifiques
- Le télescope spatial infrarouge James-Webb, successeur du télescope spatial Hubble et projet majeur (plus de 10 milliards US $) de la NASA avec une contribution de l'Agence spatiale européenne et de l'Agence spatiale canadienne, est lancé le 25 décembre une fusée Ariane 5 vers le point de Lagrange L2 qu'il doit atteindre un mois plus tard[5].
- Le petit télescope spatial à rayons X mous IXPE développé par la NASA avec une contribution importante de l'agence spatiale italienne est lancé le 9 décembre. Il a pour objectif d'étudier la polarisation du rayonnement X émis par les trous noirs et les étoiles à neutrons) [6].
- Chinese Hα Solar Explorer petit (<100 kg) observatoire solaire chinois qui doit compléter les observations de ASO-S dont le lancement est programmé en 2022.
- Yangwang 1 un petit télescope spatial optique (ultraviolet et spectre visible) chinois développé sur fonds privé.
- Haiyang 2 04 satellite océanographique chinois.

### Satellites d'observation de la Terre
- Amazônia-1, premier satellite d'observation de la Terre brésilien entièrement développé par ce pays, est lancé le 28 février.
- Pléiades Neo 1 et 2, satellites d'observation de la Terre français
- GISAT-1, satellite d'observation de la Terre indien présentant la particularité de circuler en orbite géostationnaire. Le lancement qui lieu le 12 août échoue à la suite d'une défaillance du troisième étage du lanceur.
- Landsat 9, satellite américain de la NASA lancé le 27 septembre.

### Satellites militaires
Les satellites militaires suivants ont été placés en orbite en 2021 : 
- Etats-Unis :
  - Reconnaissance optique : USA 314 sans doute un satellite CRYSTAL Block 5 successeur de la famille des KH-11.
  - Alerte avancée : SBIRS GEO 5.
  - Non identifié : trois petits satellites lancés le 15 juin.
- Chine :
  - Reconnaissance optique : Yaogan 34, Gao Fen 11-03 et Shiyan 6-02.
  - Reconnaissance radar : Gao Fen 1202.
  - Écoute électronique : Yaogan 30 8, 9, et 10 (9 satellites en tout), Yaogan 31  2, 3 et 4 (9 satellites en tout); Yaogan 32 2 (2 satellites); Yaogan 35A/B/C (3 satellites) et SJ6 5 (2 satellites). TJS9 satellites de la série Qianshao3.
  - Alerte avancée, surveillance spatiale : TJS 6 (orbite géostationnaire) sans doute un satellite de la série Huoyan (alerte avancée).
- Russie :
  - Reconnaissance optique : EMKA micro-satellite.
  - Écoute électronique : LotosS1 et Pion-NKS (tête de série).
  - Alerte avancée : Tondra/EKS (5 ème de la série).
- France :
  - Écoute électronique : les CERES 1, 2 et 3 premiers satellites d'écoute électronique opérationnels français.

### Programme spatial habité
- Le premier module de la Station spatiale chinoise - le module central Tianhe - est placé en orbite par une fusée Longue Marche 5 fin avril et ravitaillé fin mai par un cargo Tianzhou[8]. Deux équipages séjournent dans la station dans le cadre des missions Shenzhou 12[9] et Shenzhou 13.
- Les modules russes Nauka et Prichal rejoignent la Station spatiale internationale, respectivement le 21 juillet et le 26 novembre.

### Nouveaux lanceurs
Les  lanceurs suivants ont effectué leur premier vol en 2021 :
- Après un échec en 2020, le lanceur aéroport LauncherOne réussit son premier vol le 17 janvier 2021.
- Le lanceur léger KSLV-2 (ou Nuri) de la Corée du Sud est le premier lanceur développé de manière complètement autonome par ce pays. Il effectue un vol quasi parfait. La charge utile n'est toutefois pas mise en orbite car le troisième étage de la fusée s'arrête une cinquantaine de secondes trop tôt.
- Le lanceur léger Rocket qui a été effectué les années précédentes deux vols qui ont échoué, refait une tentative le 28 août qui échoue à la suite de la défaillance d'un des moteurs-fusées du premier étage.
- Le lanceur américain Firefly Alpha effectue son premier vol le 2 septembre 2021. Le lanceur atteint une vitesse supersonique plus tard que prévu et devient incontrôlable alors que le premier étage est toujours en fonctionnement. Sa destruction est déclenchée par les contrôleurs au sol deux minutes et 30 secondes après le lancement[10].

### Bilan des lancements

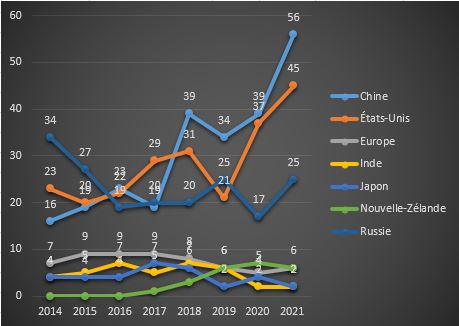
Évolution du nombre de lancements orbitaux par pays du lanceur (Iran non inclus).

Le nombre de lancements a fortement cru en 2021 passant à 145 contre 114 l'année précédente. Parmi les facteurs ayant contribué à cette augmentation figurent :
- La forte augmentation de l'activité spatiale chinoise : 56 lancements contre 39 l'année précédente.
- La poursuite du déploiement des méga constellations de satellites de télécommunications à une cadence accélérée : Starlink (17 lancements contre 14 l'année précédente) et OneWeb (7 vols contre 3).
- Une légère augmentation des tirs de lanceurs micro et légers.

Cette augmentation est d'autant plus remarquable que l'activité de l'agence spatiale européenne s'est tassée (Covid, suite des mésaventures de la fusée Vega) et celle de l'Inde a été particulièrement modeste (Covid).

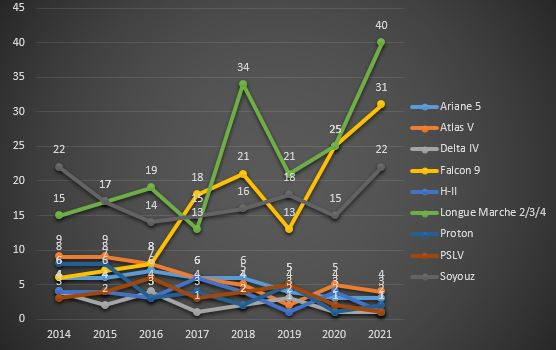
Évolution du nombre de lancements orbitaux par type lanceur (principaux).
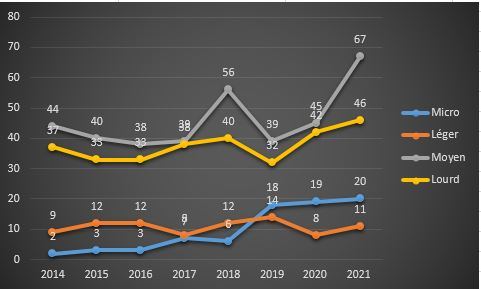
Évolution du nombre de lancements orbitaux par catégorie lanceur.

#### Échecs
Les échecs ont essentiellement concernés des micro-lanceurs (8 échecs) : 
- Les lanceurs chinois Hyperbola-1 (2 vols interrompus par la désintégration du premier étage et un problème au largage de la coiffe).
- Le lanceur chinois Kuaizhou-1A  (défaillance 3e étage)
- Le lanceur iranien Simorgh (2 échecs). Il se peut (mais peu probable) que le deuxième échec soit en fait un vol suborbital réussi.
- Le lanceur néo-zélandais Electron (défaillance deuxième étage)
- Le lanceur américain Rocket (défaillance 1er étage)
- Le lanceur américain Firefly Alpha (défaillance 1er étage) dont c'était le premier vol.

Les défaillances concernant des lanceurs de plus grande capacité sont les suivants (4 échecs) :
- le lanceur indien GSLV Mk II (défaillance du troisième étage)
- le lanceur sud-coréen KSLV-II (Nuri) (performance insuffisante du 3ème étage)  dont c'était le premier vol.
- Le lanceur russe Proton (performance insuffisante du 4ème étage). Echec partiel car les satellites ont pu gagner leur orbite de travail.
- Le lanceur russe Angara A5 (Echec du rallumage du troisième étage Persei).

### Statistiques satellites

#### Nombre de satellites par pays
|            | 2012 | 2013 | 2014 | 2015 | 2016 | 2017 | 2018 | 2019 | 2020 | 2021 |
| ---------- | ---- | ---- | ---- | ---- | ---- | ---- | ---- | ---- | ---- | ---- |
| Etats-Unis | 35   | 85   | 110  | 112  | 95   | 282  | 303  | 306  | 974  | 1244 |
| Europe     | 22   | 34   | 28   | 22   | 22   | 42   | 60   | 49   | 133  | 351  |
| Chine      | 25   | 18   | 26   | 44   | 40   | 36   | 98   | 73   | 74   | 110  |
| Russie     | 22   | 29   | 34   | 27   | 15   | 24   | 23   | 31   | 22   | 20   |
| Autres     | 28   | 41   | 63   | 31   | 50   | 60   | 84   | 65   | 60   | 102  |
| Total      | 132  | 207  | 261  | 236  | 222  | 444  | 568  | 524  | 1263 | 1827 |

#### Satellites de plus de 100 kg par pays du fabricant
|              | Programme spatial habité | Télécoms | Imagerie¹ | Navigation | Écoute électronique | Surveillance² | Science³ | Technologie | Total | |
| ------------ | --- | --- | --- | --- | --- | --- | --- | --- | --- | --- |
| Etats-Unis   | 8 | 994⁴ | 6 | 1 | 0 | 2 | 4 | 7 | 1022 | |
| Russie       | 8 | 2 | 2 | 0 | 2 | 1 | 0 | 1 | 16 | |
| Chine        | 5 | 11 | 22 | 0 | 31 | 2 | 3 | 6 | 80 | |
| Europe       | 0 | 290⁵ | 2 | 2 | 3 | 0 | 0 | 2 | 299 | |
| Japon        | 0 | 0 | 1 | 1 | 0 | 0 | 0 | 2 | 4 | |
| Brésil       | 0 | 0 | 1 | 0 | 0 | 0 | 0 | 0 | 1 | |
| Corée du Sud | 0 | 0 | 1 | 0 | 0 | 0 | 0 | 0 | 1 | |
| Total        | 21 | 1297 | 35 | 4 | 36 | 5 | 7 | 18 | 1423 | |
| Notes        | ¹ Imagerie = satellites optiques/radars civils ou militaires - ² Surveillance : satellite d'alerte avancée (militaires), suivi des débris spatiaux - ³ Sciences : sondes spatiales, télescopes spatiaux, satellites scientifiques d'observation de la Terre - ⁴Les satellites Starlink sont majoritaires - ⁵Les satellites OneWeb sont majoritaires | ¹ Imagerie = satellites optiques/radars civils ou militaires - ² Surveillance : satellite d'alerte avancée (militaires), suivi des débris spatiaux - ³ Sciences : sondes spatiales, télescopes spatiaux, satellites scientifiques d'observation de la Terre - ⁴Les satellites Starlink sont majoritaires - ⁵Les satellites OneWeb sont majoritaires | ¹ Imagerie = satellites optiques/radars civils ou militaires - ² Surveillance : satellite d'alerte avancée (militaires), suivi des débris spatiaux - ³ Sciences : sondes spatiales, télescopes spatiaux, satellites scientifiques d'observation de la Terre - ⁴Les satellites Starlink sont majoritaires - ⁵Les satellites OneWeb sont majoritaires | ¹ Imagerie = satellites optiques/radars civils ou militaires - ² Surveillance : satellite d'alerte avancée (militaires), suivi des débris spatiaux - ³ Sciences : sondes spatiales, télescopes spatiaux, satellites scientifiques d'observation de la Terre - ⁴Les satellites Starlink sont majoritaires - ⁵Les satellites OneWeb sont majoritaires | ¹ Imagerie = satellites optiques/radars civils ou militaires - ² Surveillance : satellite d'alerte avancée (militaires), suivi des débris spatiaux - ³ Sciences : sondes spatiales, télescopes spatiaux, satellites scientifiques d'observation de la Terre - ⁴Les satellites Starlink sont majoritaires - ⁵Les satellites OneWeb sont majoritaires | ¹ Imagerie = satellites optiques/radars civils ou militaires - ² Surveillance : satellite d'alerte avancée (militaires), suivi des débris spatiaux - ³ Sciences : sondes spatiales, télescopes spatiaux, satellites scientifiques d'observation de la Terre - ⁴Les satellites Starlink sont majoritaires - ⁵Les satellites OneWeb sont majoritaires | ¹ Imagerie = satellites optiques/radars civils ou militaires - ² Surveillance : satellite d'alerte avancée (militaires), suivi des débris spatiaux - ³ Sciences : sondes spatiales, télescopes spatiaux, satellites scientifiques d'observation de la Terre - ⁴Les satellites Starlink sont majoritaires - ⁵Les satellites OneWeb sont majoritaires | ¹ Imagerie = satellites optiques/radars civils ou militaires - ² Surveillance : satellite d'alerte avancée (militaires), suivi des débris spatiaux - ³ Sciences : sondes spatiales, télescopes spatiaux, satellites scientifiques d'observation de la Terre - ⁴Les satellites Starlink sont majoritaires - ⁵Les satellites OneWeb sont majoritaires | ¹ Imagerie = satellites optiques/radars civils ou militaires - ² Surveillance : satellite d'alerte avancée (militaires), suivi des débris spatiaux - ³ Sciences : sondes spatiales, télescopes spatiaux, satellites scientifiques d'observation de la Terre - ⁴Les satellites Starlink sont majoritaires - ⁵Les satellites OneWeb sont majoritaires | ¹ Imagerie = satellites optiques/radars civils ou militaires - ² Surveillance : satellite d'alerte avancée (militaires), suivi des débris spatiaux - ³ Sciences : sondes spatiales, télescopes spatiaux, satellites scientifiques d'observation de la Terre - ⁴Les satellites Starlink sont majoritaires - ⁵Les satellites OneWeb sont majoritaires |

#### Masse des satellites par nature et par pays
|                            | Académique¹ | Commercial | Institutionnel² | Militaire | Spatial habité | Total |
| -------------------------- | --- | --- | --- | --- | --- | --- |
| Etats-Unis                 | 0,1 | 266,9³ | 11,4 | 31,4 | 100,2 | 410,1 |
| Chine                      | 0,8 | 11,5 | 40,6 | 58,7 | 64,5 | 176,1 |
| Russie                     | 0 | 4,1 | 22,2 | 16,9 | 72,3 | 115,6 |
| Royaume-Uni                | 0 | 53,9⁴ | 0 | 0 | 0 | 54 |
| France                     | 0 | 5,3 | 0 | 5,2 | 0 | 10,5 |
| Agence spatiale européenne | 0 | 0 | 1,5 | 0 | 0 | 1,5 |
| Total Europe               | 0 | 60,6 | 1,5 | 5,2 | 0 | 67,3 |
| Brésil                     | 0 | 6,2 | 0,6 | 0 | 0 | 6,8 |
| Total Amérique latine      | 0 | 6,4 | 0,6 | 0 | 0 | 7 |
| Turquie                    | 0 | 0 | 8 | 0 | 0 | 8 |
| Total Moyen-Orient         | 0,1 | 0 | 8 | 0 | 0 | 8,1 |
| Japon                      | 0,2 | 0,7 | 4 | 0 | 0 | 5 |
| Total Asie                 | 0,3 | 0,7 | 4,5 | 0 | 0 | 5,6 |
| Total Afrique              | 0 | 0 | 0 | 0 | 0 | 0 |
| Total Océanie              | 0 | 0,1 | 0 | 0 | 0 | 0,1 |
| Total                      | 1,3 | 350,5 | 88,9 | 112,2 | 237 | 790 |
| Notes                      | ¹Académique: satellites développés par les universités - ² Institutionnel : satellites civils développés par les agences spatiales ou ce qui en tient lieu - ³Les satellites Starlink sont majoritaires - ⁴Les satellites OneWeb sont majoritaires | ¹Académique: satellites développés par les universités - ² Institutionnel : satellites civils développés par les agences spatiales ou ce qui en tient lieu - ³Les satellites Starlink sont majoritaires - ⁴Les satellites OneWeb sont majoritaires | ¹Académique: satellites développés par les universités - ² Institutionnel : satellites civils développés par les agences spatiales ou ce qui en tient lieu - ³Les satellites Starlink sont majoritaires - ⁴Les satellites OneWeb sont majoritaires | ¹Académique: satellites développés par les universités - ² Institutionnel : satellites civils développés par les agences spatiales ou ce qui en tient lieu - ³Les satellites Starlink sont majoritaires - ⁴Les satellites OneWeb sont majoritaires | ¹Académique: satellites développés par les universités - ² Institutionnel : satellites civils développés par les agences spatiales ou ce qui en tient lieu - ³Les satellites Starlink sont majoritaires - ⁴Les satellites OneWeb sont majoritaires | ¹Académique: satellites développés par les universités - ² Institutionnel : satellites civils développés par les agences spatiales ou ce qui en tient lieu - ³Les satellites Starlink sont majoritaires - ⁴Les satellites OneWeb sont majoritaires |

## Programmes spatiaux nationaux

### Programme spatial américain
L'année 2021 est pour l'agence spatiale américain couronnée de succès. La mission martienne Mars 2020 est rentrée dans une phase opérationnelle avec un atterrissage réussi, le premier vol d'un aérobot (Ingenuity) sur une autre planète le lancement réussi et le prélèvement des premières carottes de sol par  l'astromobile Perseverance. La NASA a lancé avec succès le télescope spatial James Webb et l'expérience de détournement d'astéroïde géocroiseur DART. 

#### Programme Artemis
En février 2021, l'administration du nouveau président américain Biden a confirmé son soutien au programme Artemis. L'échéance de 2024 pour la première mission sur le sol lunaire n'est toutefois plus mise en avant. Mais le problème de financement persiste. À cette date, le budget prévu sur la période 2022/2025 permet théoriquement de financer uniquement les développements des équipements de la phase I ainsi que les vols associés (Artemis I, II et III), mais rien n'est prévu pour la phase II, qui nécessite de mettre au point des équipements et des composants nouveaux. Le montant total associé au programme en incluant les dépenses antérieures à la création du programme s'élève à 92 milliards US$.
En avril, la NASA sélectionne le dernier élément principal du programme à savoir le vaisseau chargé d'amener les astronautes à la surface de la Lune. La solution de SpaceX, Starship HLS, est sélectionnée pour les deux premières missions. La proposition de SpaceX a été jugée supérieure sur le coût et la conception et passable sur le plan technique. Le cout de la proposition de SpaceX (2,89 milliards US$) est beaucoup moins élevée que celui de ses concurrents (deux fois moins que celle de Blue Origin et quatre fois moins que celle de Dynetics. Compte tenu du budget alloué par le Sénat inférieur à celui demandé, la NASA a renoncé à sélectionner deux solutions comme prévu,.

#### Sélection des missions du programme Discovery
En juin la NASA sélectionne deux nouvelles missions à cout modéré du programme Discovery. Toutes les deux sont à destination de Vénus mettant fin à une longue période sans mission américaine (la dernière mission de l'agence vers Vénus était Magellan lancée en 1989). VERITAS est un orbiteur chargé de   cartographier à l'aide d'un radar la planète tandis que  DAVINCI est une sonde atmosphérique qui doit analyser la composition de l'atmosphère de la planète Vénus durant sa descente vers la surface de celle-ci.

#### Budget 2022 de la NASA
Le budget de la NASA de l'année fiscale 2022 proposé en 2021 par le nouveau président américain Biden poursuit la croissance des dernières années. D'un montant de 24,8 milliards US$, il est supérieur de 6,6 % à celui de l'année précédente. En tenant compte de l'inflation, il s'agit du deuxième budget le plus élevé depuis 1997. L'administration Biden prévoit la poursuite de cette croissance budgétaire avec un montant de 27 milliards US$ prévu en 2026. L'augmentation porte principalement sur le programme scientifique, le module d’atterrissage sur la Lune (vaisseau HLS du programme Artemis) et les recherches technologiques. Le budget alloué à l'exploration du système solaire (3,2 milliards US$ (+18,5 %)) est la plus élevée (corrigée de l'inflation) depuis la création de la NASA. Le budget alloué aux sciences de la Terre, que l'administration Trump avait tenté de fortement réduire, poursuit sa forte croissance (+12,5 %). Les faits saillants détaillés de ce budget sont les suivants, :
- Le développement de la mission de retour d'échantillon martien Mars Sample Return (projet conjoint de la NASA et de l'Agence spatiale européenne) est financé.
- Les missions Europa Clipper, Dragonfly, DAVINCI+ et VERITAS ainsi que la production de plutonium-238 nécessaires aux missions sont financés ainsi que le développement d'une douzaines d'instruments et démonstrateurs technologiques qui doivent être installés à la surface de la Lune dans le cadre du programme Artemis.
- L'ensemble des missions en cours continuent d'être financées.
- Le projet de télescope spatial NEO Surveyor destiné à recenser les astéroïdes géocroiseurs est financé.
- Poursuite du financement du télescope spatial Roman Space Telescope.
- Augmentation modeste du budget alloué au vaisseau lunaire HLS et à la station Lunar Gateway. Seul le projet de vaisseau lunaire HLS de SpaceX est financé (1,2 milliard alloué en 2022 alors que l'administration Trump voulait lui consacrer 4,2 milliards US$). Le développement de la version améliorée du lanceur SLS (Bloc 2) que l'administration Trump avait jusque là repoussé est financé.
- La NASA propose de mettre fin à l'utilisation du télescope infrarouge aéroporté SOFIA mais cette annulation est repoussée par le Congrès.
- La NASA propose de mettre fin à l'étude de la propulsion nucléaire thermique au profit du RTG destiné aux futures missions lunaires en surface mais cette annulation est repoussée par le Congrès.

#### Corps des astronautes
Un nouveau groupe d'astronautes, le 23e est sélectionné en décembre. Il comporte 10 astronautes : 3 femmes et 7 hommes, 6 militaires et 3 civils.

### Programme spatial chinois
En 2021 la Chine a lancé avec la Russie son propre programme d'exploration lunaire par des missions habitées sous l'appellation Station de recherche lunaire internationale (en anglais International Lunar Research Station) ou ILRS. L'objectif est d'installer un laboratoire scientifique à la surface de Lune et/ou en orbite autour de celle-ci. La station  sera occupé périodiquement par des équipages. Annoncé en mars 2021, ce programme  comprend une phase de reconnaissance jusqu'à 2025 regroupant les missions robotiques des deux pays déjà programmées et une phase de construction entre 2025 et 2035 destinée à mettre au point les technologies et mettre en place les équipements nécessaires aux équipages. C'est au cours de la troisième phase qu'auront lieu les  séjours d'équipages à la surface de la Lune. La Russie et la Chine sont ouverts à un partenariat avec d'autres pays. Le projet est un concurrent direct du programme Artemis,.

## Chronologie des lancements orbitaux

### Janvier
| Date       | Lanceur            | Base de lancement | Orbite                 | Charge utile           | Notes                                                             |
| 8 janvier  | Falcon 9 Bloc 5    | Cap Canaveral     | Orbite géostationnaire | Türksat 5A             | Satellite de télécommunications                                   |
| 17 janvier | LauncherOne        | Mojave            | Orbite basse           | ELaNa 20               | Premier vol réussi après un échec en 2019 10 Cubesats d'étudiants |
| 19 janvier | Longue Marche 3B/E | Xichang           | Orbite géosynchrone    | Tiantong 1             | Satellite de télécommunications                                   |
| 20 janvier | Electron           | Mahia             | Orbite basse           | GMS-T                  | Satellite de télécommunications                                   |
| 20 janvier | Falcon 9 Bloc 5    | Cap Canaveral     | Orbite basse           | Starlink × 60          | Satellites de télécommunications                                  |
| 24 janvier | Falcon 9 Bloc 5    | Cap Canaveral     | Orbite héliosynchrone  | Transporter 1          | 143 micro et nano satellites                                      |
| 29 janvier | Longue Marche 4C   | Jiuquan           | Orbite basse           | Yaogan-31 02A,02B, 02C | Satellites de reconnaissance.                                     |

### Février
| Date        | Lanceur              | Base de lancement | Orbite                | Charge utile            | Notes                                                                      |
| 1er février | Hyperbola-1          | Jiuquan           | Orbite basse          | œuvre artistique        | Échec. Désintégration du lanceur immédiatement après MaxQ                  |
| 2 février   | Soyouz 2.1b          | Plessetsk         | Orbite basse          | Lotos-S1 No 4           | Satellite d'écoute électronique                                            |
| 4 février   | Falcon 9 Bloc 5      | Cap Canaveral     | Orbite basse          | Starlink × 60           | Satellites de télécommunications                                           |
| 4 février   | Longue Marche 3B/E   | Xichang           | Orbite géosynchrone   | TJSW 6                  | Satellite d'écoute électronique                                            |
| 15 février  | Soyouz 2.1a          | Baïkonour         | Orbite basse          | Progress MS-19          | Ravitaillement de la station spatiale internationale                       |
| 16 février  | Falcon 9 bloc 5      | Cap Canaveral     | Orbite basse          | Starlink × 60           | Satellites de télécommunications                                           |
| 20 février  | Antares 230+         | MARS              | Orbite basse          | Cygnus NG-15 (en)       | Ravitaillement de la station spatiale internationale                       |
| 24 février  | Longue Marche 4C     | Jiuquan           | Orbite basse          | Yaogan-31 03A, 03B, 03C | Satellites de reconnaissance.                                              |
| 28 février  | PSLV-XL              | Satish Dhawan     | Orbite héliosynchrone | Amazônia-1, CubeSats    | Premier satellite d'observation de la Terre réalisé entièrement au Brésil. |
| 28 février  | Soyouz 2.1b / Fregat | Baïkonour         | Orbite de Molnia      | Arktika-M No 1          | Satellite météorologique                                                   |

### Mars
| Date    | Lanceur                | Base de lancement      | Orbite                | Charge utile                | Notes                                     |
| 4 mars  | Falcon 9 Bloc 5        | Centre spatial Kennedy | Orbite basse          | Starlink × 60               | Satellites de télécommunications          |
| 11 mars | Falcon 9 Bloc 5        | Cap Canaveral          | Orbite basse          | Starlink × 60               | Satellites de télécommunications          |
| 11 mars | Longue Marche 7A       | Wenchang               | Orbite géosynchrone   | Xinjishu                    | Deuxième vol (le premier était un échec)  |
| 13 mars | Longue Marche 4C       | Jiuquan                | Orbite basse          | Yaogan-31 04A,04B, 04C      | Satellites de reconnaissance.             |
| 14 mars | Falcon 9 Bloc 5        | Centre spatial Kennedy | Orbite basse          | Starlink × 60               | Satellites de télécommunications          |
| 22 mars | Soyouz-2.1a / Fregat   | Baïkonour              | Orbite de Molnia      | CAS500-1, CubeSats          | Satellite d'observation de la Terre, etc. |
| 22 mars | Electron               | Mahia                  | Orbite basse          | CubeSats, plateforme Photon |                                           |
| 24 mars | Falcon 9 Bloc 5        | Cape Canaveral         | Orbite basse          | Starlink × 60               | Satellites de télécommunications          |
| 25 mars | Soyouz-2.1b / Fregat-M | Vostotchny             | Orbite basse          | OneWeb × 36                 | Satellites de télécommunications.         |
| 30 mars | Longue Marche 4        | Jiuquan                | Orbite héliosynchrone | Gaofen 12-02                | Satellite d'observation de la Terre       |

### Avril
| Date     | Lanceur                | Base de lancement      | Orbite                | Charge utile             | Notes                                                                                              |
| 7 avril  | Falcon 9 Bloc 5        | Cap Canaveral          | Orbite basse          | Starlink × 60            | Satellites de télécommunications                                                                   |
| 8 avril  | Longue Marche 4B       | Taiyuan                | Orbite héliosynchrone | Shiyan-6 03              | Démonstrateur technologique                                                                        |
| 9 avril  | Soyouz-FG              | Baïkonour              | Orbite basse          | Soyouz MS-18             | Relève équipage de la Station spatiale internationale                                              |
| 23 avril | Falcon 9 Bloc 5        | Centre spatial Kennedy | Orbite basse          | SpaceX Crew-2            | Relève équipage de la Station spatiale internationale                                              |
| 25 avril | Soyouz-2.1B / Fregat-M | Vostotchny             | Orbite basse          | OneWeb × 36              | Satellites de télécommunications.                                                                  |
| 26 avril | Delta IV Heavy         | Vandenberg             | Orbite polaire        | NROL-82                  | Satellite de reconnaissance optique KH-11                                                          |
| 27 avril | Longue Marche 6        | Taiyuan                | Orbite héliosynchrone | Qilu 1 et 4              | Satellites d'observation de la Terre                                                               |
| 29 avril | Vega                   | Kourou                 | Orbite héliosynchrone | Pléiades Neo-3, CubeSats | Satellite d'observation de la Terre. Retour en vol de Vega à la suite de l'échec de novembre 2020. |
| 29 avril | Longue Marche 5B       | Wenchang               | Orbite basse          | Tianhe                   | Premier module de la nouvelle station spatiale chinoise.                                           |
| 29 avril | Falcon 9 Bloc 5        | Cape Canaveral         | Orbite basse          | Starlink × 60            | Satellites de télécommunications                                                                   |
| 6 mai    | Longue Marche 4C       | Jiuquan                | Orbite basse          | Yaogan 34                | Satellites de reconnaissance.                                                                      |

### Mai
| Date   | Lanceur              | Base de lancement      | Orbite                 | Charge utile            | Notes                                                                                                   |
| 4 mai  | Falcon 9 Bloc 5      | Centre spatial Kennedy | Orbite basse           | Starlink × 60           | Satellites de télécommunications                                                                        |
| 6 mai  | Longue Marche 2C     | Xichang                | Orbite basse           | Yaogan 30 08A, 08B, 08C | Satellites de reconnaissance.                                                                           |
| 9 mai  | Falcon 9 Bloc 5      | Cap Canaveral          | Orbite basse           | Starlink × 60           | Satellites de télécommunications                                                                        |
| 15 mai | Electron             | Mahia                  | Orbite basse           | BlackSky × 2            | Satellites d'observation de la Terre. Échec du lancement dû à un problème à l'allumage du second étage. |
| 15 mai | Falcon 9 Bloc 5      | Centre spatial Kennedy | Orbite basse           | Starlink × 60           | Satellites de télécommunications                                                                        |
| 18 mai | Atlas V 421          | Cap Canaveral          | Orbite géostationnaire | SBIRS-GEO 5             | Satellite d'alerte avancée                                                                              |
| 19 mai | Longue Marche 4B     | Taiyuan                | Orbite héliosynchrone  | HaiYang-2D              | Satellite d'observation de la Terre (océanographie)                                                     |
| 26 mai | Falcon 9 Bloc 5      | Cap Canaveral          | Orbite basse           | Starlink × 60           | Satellites de télécommunications                                                                        |
| 28 mai | Soyouz-2.1B / Fregat | Vostotchny             | Orbite basse           | OneWeb × 36             | Satellites de télécommunications.                                                                       |
| 29 mai | Longue Marche 7      | Wenchang               | Orbite basse           | Tianzhou-2              | Premier ravitaillement de la nouvelle station spatiale chinoise.                                        |

### Juin
| Date    | Lanceur            | Base de lancement    | Orbite                 | Charge utile                                | Notes                                                                             |
| 2 juin  | Longue Marche 3B/E | Xichang              | Orbite géosynchrone    | Fengyun-4B                                  | Satellite météorologique                                                          |
| 3 juin  | Falcon 9 Bloc 5    | Cap Canaveral        | Orbite basse           | SpaceX CRS-22                               | Ravitaillement de la Station spatiale internationale                              |
| 6 juin  | Falcon 9 bloc 5    | Cap Canaveral        | Orbite géostationnaire | SXM 8                                       | Satellite de télécommunications                                                   |
| 11 juin | Longue Marche 2D   | Taïyuan              | Orbite basse           | Beijing-3-01, Hisea-2, YangWang-1, Tianjian | Satellites d'observation de la Terre, satellite astronomie (YangWang-1)           |
| 12 juin | Simorgh            | Semnan               | Orbite basse           | ?                                           | Échec du lancement. Pas de communication officielle. Type de lanceur : hypothèse. |
| 13 juin | Pegasus            | Vandenberg           | Orbite basse           | Odyssey                                     | Mission de veille spatiale                                                        |
| 15 juin | Minotaur I         | MARS LP-0B           | Orbite basse           | USA-316, 317, 318                           | Satellites de reconnaissance                                                      |
| 17 juin | Longue Marche 2F   | Jiuquan              | Orbite héliosynchrone  | Shenzhou 12                                 | Première mission avec équipage à bord de la nouvelle station spatiale chinoise    |
| 17 juin | Falcon 9 Bloc 5    | Cap Canaveral        | Orbite moyenne         | GPS III-05 SV03                             | Satellite de navigation                                                           |
| 18 juin | Longue Marche 2C   | Xichang              | Orbite basse           | Yaogan 30-09A, 30-09B, 30-09C               | Satellites de reconnaissance                                                      |
| 25 juin | Soyouz 2.1b        | Plessetsk            | Orbite basse           | Cosmos 2550                                 | Satellite de renseignement d'origine électromagnétique                            |
| 29 juin | Soyouz 2.1a        | Baïkonour            | Orbite basse           | Progress MS-17                              | Ravitaillement de la Station spatiale internationale                              |
| 30 juin | LauncherOne        | Mojave               | Orbite basse           | CubeSats                                    |                                                                                   |
| 30 juin | Falcon 9 Bloc 5    | Cap Canaveral SLC-40 | Orbite héliosynchrone  | 88 micro-satellites et CubeSats             | Mission Transporter 2                                                             |

### Juillet
| Date        | Lanceur                | Base de lancement | Orbite                 | Charge utile                                                   | Notes                                                   |
| 1er juillet | Soyouz-2.1B / Fregat-M | Vostotchny        | Orbite basse           | OneWeb × 36                                                    | Satellites de télécommunications.                       |
| 3 juillet   | Longue Marche 2D       | Taiyuan           | Orbite héliosynchrone  | Jilin-1 Kuanfu-01B, Jilin-Gaofen-03D 01, 02, 03, Xingshidai-10 | Satellites d'observation de la Terre                    |
| 4 juillet   | Longue Marche 4C       | Jiuquan           | Orbite héliosynchrone  | Fengyun 3E                                                     | Satellite météorologique                                |
| 6 juillet   | Longue Marche 3C/E     | Xichang           | Orbite géosynchrone    | Tianlian I-05                                                  | Satellite de télécommunications                         |
| 9 juillet   | Longue Marche 6        | Taiyuan           | Orbite basse           | Ningxia-1 02 (Zhongzi-02) × 5                                  | Satellites d'observation de la Terre                    |
| 19 juillet  | Longue Marche 2C       | Xichang           | Orbite basse           | Yaogan 30-10A, -10B, -10C                                      | Satellites de reconnaissance                            |
| 21 juillet  | Proton-M p. 4          | Baïkonour         | Orbite géostationnaire | Nauka Bras télémanipulateur européen                           | Module russe de la station spatiale internationale      |
| 29 juillet  | Longue Marche 2D       | Jiuquan           | Orbite basse           | Tianhui-1D                                                     | Satellite d'observation de la Terre                     |
| 29 juillet  | Electron               | Mahia             | Orbite basse           | Monolith                                                       | Prototype de satellite pour la météorologie de l'espace |
| 30 juillet  | Ariane 5 ECA           | Kourou            | Orbite géosynchrone    | Eutelsat Quantum Star One D2                                   | Satellites de télécommunications                        |

### Août
| Date    | Lanceur            | Base de lancement      | Orbite                | Charge utile                   | Notes                                                       |
| 3 août  | Hyperbola-1        | Jiuquan                | Orbite héliosynchrone | Jilin-1 Mofang-01A             | Échec du lancement.                                         |
| 4 août  | Longue Marche 6    | Taiyuan                | Orbite basse          | KL-Beta A et B                 | Satellites de communication                                 |
| 5 août  | Longue Marche 3B/E | Xichang                | Orbite géosynchrone   | ChinaSat 2E                    | Satellites de communication militaires                      |
| 10 août | Antares 230+       | MARS                   | Orbite basse          | Cygnus NG-16 (en)              | Ravitaillement de la station spatiale internationale        |
| 12 août | GSLV Mk II         | Satish-Dhawan          | Orbite géosynchrone   | GISAT-1                        | Échec du lancement en raison de la défaillance du 3e étage. |
| 17 août | Vega               | Kourou                 | Orbite héliosynchrone | Pléiades-Neo -4, CubeSats      | Satellites d'observation de la Terre                        |
| 18 août | Longue Marche 4B   | Taiyuan                | Orbite basse          | Tianhui-2 02A/02B              | Satellites d'observation de la Terre.                       |
| 21 août | Soyouz-2.1b/Fregat | Baïkonour              | Orbite basse          | OneWeb x 34                    | Satellites de communication                                 |
| 24 août | Longue Marche 2C   | Jiuquan                | Orbite basse          | RSW-01, RSW-02                 | Satellites de communication.                                |
| 24 août | Longue Marche 3B/E | Xichang                | Orbite géosynchrone   | TJSW-7                         | Satellite de renseignement d'origine électromagnétique.     |
| 28 août | Rocket             | PSCA                   | Orbite basse          | Charge utile factice STP-27AD1 | Échec du lancement.                                         |
| 29 août | Falcon 9 Bloc 5    | Centre spatial Kennedy | Orbite basse          | SpaceX CRS-23                  | Ravitaillement de la station spatiale internationale        |

### Septembre
| Date         | Lanceur            | Base de lancement | Orbite                | Charge utile        | Notes |
| 3 septembre  | Firefly Alpha      | Vandenberg        | Orbite basse          | 12 satellites       | Échec du lancement en raison d'une panne d'un moteur suivie de l'explosion du lanceur.                                            |
| 7 septembre  | Longue Marche 4C   | Xichang           | Orbite basse          | Gaofen-5 02         | Satellite d'observation. |
| 9 septembre  | Longue Marche 3B/E | Taiyuan           | Orbite géosynchrone   | ChinaSat 9B         | Satellite de communication |
| 14 septembre | Falcon 9 Bloc 5    | Cap Canaveral     | Orbite basse          | Starlink × 60       | Satellites de télécommunications                                                                                                  |
| 16 septembre | Falcon 9 Bloc 5    | Cap Canaveral     | Orbite basse          | Inspiration4        | Vaisseau Crew Dragon emportant 3 touristes spatiaux à la station spatiale internationale pour un séjour de 3 jours dans l'espace. |
| 20 septembre | Longue Marche 7    | Wenchang          | Orbite basse          | Tianzhou-3          | Deuxième ravitaillement de la nouvelle station spatiale chinoise.                                                                 |
| 27 septembre | Atlas V 401        | Cap Canaveral     | orbite héliosynchrone | Landsat 9, etc.     | Satellite d'observation de la Terre                                                                                               |
| 27 septembre | Kuaizhou-1A        | Jiuquan           | Orbite héliosynchrone | Jilin-1n Gaofen-02D | Satellite d'observation de la Terre                                                                                               |
| 27 septembre | Longue Marche 3B/E | Xichang           | Orbite héliosynchrone | Shiyan-10           | Démonstrateur technologique. Le satellite tombe en panne immédiatement après sa mise en orbite                                    |

### Octobre
| Date       | Lanceur                | Base de lancement | Orbite                 | Charge utile                                      | Notes                                                                                      |
| 5 octobre  | Soyouz-2.1A            | Baïkonour         | Orbite basse           | Soyouz MS-19                                      | Relève équipage de la Station spatiale internationale                                      |
| 14 octobre | Longue Marche 2D       | Taiyuan           | Orbite héliosynchrone  | CASE                                              | Observatoire solaire.                                                                      |
| 14 octobre | Soyouz-2.1B / Fregat-M | Vostotchny        | Orbite basse           | OneWeb × 36                                       | Satellites de télécommunications.                                                          |
| 14 octobre | Longue Marche 2D       | Taiyuan           | Orbite basse           | Drapeau de la République populaire de Chine       | 11 satellites                                                                              |
| 15 octobre | Longue Marche 2F       | Jiuquan           | Orbite héliosynchrone  | Shenzhou 13                                       | Deuxième mission avec équipage à bord de la nouvelle station spatiale chinoise             |
| 16 octobre | Atlas V 401            | Cape Canaveral    | Orbite héliocentrique  | Lucy                                              | Survol des satellites troyens de Jupiter                                                   |
| 21 octobre | KSLV-2 (Nuri)          | Naro              | Orbite basse           | Charge utile fictive, NEXTSat 2, ASTRIS-II , etc. | Premier vol de lanceur sud coréen. Échec du lancement. Le 3e étage s'éteint prématurément. |
| 24 octobre | Ariane 5 ECA           | Kourou            | Orbite géosynchrone    | SES-17 Syracuse 4A                                | Satellites de télécommunications                                                           |
| 24 octobre | Longue Marche 3B/E     | Xichang           | Orbite géosynchrone    | Shijian-21                                        | Démonstrateur technologique. Collecte de débris ou arme anti-satellite ?                   |
| 26 octobre | H-IIA 202              | Tanegashima       | Orbite géostationnaire | QZS-1R                                            | Satellite de navigation remplace QZS-1                                                     |
| 27 octobre | Kuaizhou-1A            | Jiuquan           | Orbite héliosynchrone  | Jilin-1 Gaofen-02F                                | Satellite d'observation de la Terre                                                        |
| 28 octobre | Soyouz-2.1a            | Baïkonour         | Orbite basse           | Progress MS-18                                    | Ravitaillement de la Station spatiale internationale                                       |

### Novembre
| Date        | Lanceur                  | Base de lancement      | Orbite                | Charge utile                                                         | Notes                                                                                   |
| 3 novembre  | Longue Marche 2C / YZ-1S | Jiuquan                | Orbite basse          | Yaogan-32-02A, 32-02B                                                | Satellites de reconnaissance.                                                           |
| 5 novembre  | Longue Marche 6          | Taiyuan                | Orbite héliosynchrone | SDGSAT-1                                                             | Satellite d'observation de la Terre                                                     |
| 6 novembre  | Longue Marche 2D         | Xichang                | Orbite basse          | Yaogan-35A, 35B, 35C                                                 | Satellites de reconnaissance.                                                           |
| 9 novembre  | Epsilon                  | Uchinoura              | Orbite héliosynchrone | RAISE-2 (en), HIBARI (en), Z-Sat , DRUMS (en) et 5 autres satellites | Technologie                                                                             |
| 11 novembre | Falcon 9 Bloc 5          | Centre spatial Kennedy | Orbite basse          | SpaceX Crew-3                                                        | Relève équipage de la Station spatiale internationale                                   |
| 13 novembre | Falcon 9 Bloc 5          | Cap Canaveral          | Orbite basse          | Starlink × 53                                                        | Satellites de télécommunications                                                        |
| 16 novembre | Vega                     | Kourou                 | Orbite héliosynchrone | CERES x 3                                                            | Satellite d'écoute électronique                                                         |
| 18 novembre | Electron                 | Mahia                  | Orbite héliosynchrone | BlackSky 8 et 9                                                      | Satellite d'observation de la Terre                                                     |
| 20 novembre | Longue Marche 4B         | Taiyuan                | Orbite héliosynchrone | Gaofen 11-03                                                         | Satellite de reconnaissance                                                             |
| 20 novembre | Rocket 3                 | PSCA                   | Orbite basse          | Instruments de mesure du vol                                         | Premier vol réussi                                                                      |
| 22 novembre | Longue Marche 4C         | Jiuquan                | Orbite héliosynchrone | Gaofen 3-02                                                          | Satellite d'observation de la Terre                                                     |
| 24 novembre | Falcon 9 Bloc 5          | Cap Canaveral          | Orbite héliocentrique | DART LICIACube                                                       | Impacteur à destination de Dimorphos. Première expérience de Défense planétaire active. |
| 24 novembre | Soyouz-2.1B              | Baïkonour              | Orbite basse          | Prichal                                                              | Module de la Station spatiale internationale                                            |
| 24 novembre | Kuaizhou-1A              | Jiuquan                | Orbite héliosynchrone | Shiyan-11                                                            | Démonstrateur technologique                                                             |
| 25 novembre | Soyouz-2.1b              | Plessetsk              | Orbite de Molnia      | Toundra 15L                                                          | Satellite d'alerte précoce                                                              |
| 26 novembre | Longue Marche 3B/E       | Xichang                | Orbite géosynchrone   | ChinaSat-1D                                                          | Satellite de télécommunications militaire                                               |

### Décembre
| Date        | Lanceur                | Base de lancement           | Orbite                            | Charge utile                                      | Notes |
| 2 décembre  | Falcon 9 Bloc 5        | Cape Canaveral              | Orbite basse                      | Starlink × 53, BlackSky 12 et 13                  | Satellites de télécommunications, micro-satellites d'observation de la Terre                                                                           |
| 5 décembre  | Soyouz ST-B / Fregat-M | Kourou                      | Orbite moyenne                    | Galileo FOC-FM23 et FOC-FM24                      | Satellites de navigation |
| 7 décembre  | Ceres-1                | Jiuquan                     | Orbite héliosynchrone             | Nano-satellites                                   | Démonstrateurs technologiques |
| 7 décembre  | Atlas V                | Cape Canaveral              | Orbite géostationnaire            | STPSat-6 LDPE-1                                   | Démonstrateurs technologiques dont le système de télécommunications Laser LCRD (Laser Communications Relay Demonstration) et le tracteur spatial LDPE. |
| 8 décembre  | Soyouz-FG              | Baïkonour                   | Orbite basse                      | Soyouz MS-20                                      | Relève équipage de la Station spatiale internationale, Mission de 12 jours embarquant un cosmonaute et deux touristes                                  |
| 9 décembre  | Electron               | Mahia                       | Orbite héliosynchrone             | AuroraSat 1, Unicorn 2A, MyRadar 1, TRSI 2,TRSI 3 | Nano satellites de différents pays |
| 9 décembre  | Falcon 9 Bloc 5        | Cape Canaveral              | Orbite basse                      | IXPE                                              | Observatoire spatial rayons X |
| 10 décembre | Longue Marche 4B       | Xichang                     | Orbite géosynchrone               | Shijian-6 05A et 05B                              | Ecoute électronique |
| 13 décembre | Proton-M / Briz-M      | Baïkonour                   | Orbite géostationnaire            | Express-AMU 3 et 7                                | Satellites de télécommunications |
| 13 décembre | Longue Marche 3B/E     | Xichang                     | Orbite géostationnaire            | Tianlian-2-02                                     | Satellite de télécommunications |
| 15 décembre | Kuaizhou-1A            | Xichang                     | Orbite héliosynchrone             | GeeSAT 1A et 1B                                   | Satellite de navigation Echec du lancement |
| 18 décembre | Falcon 9 Bloc 5        | Cap Canaveral               | Orbite basse                      | Starlink × 51                                     | Satellites de télécommunications |
| 19 décembre | Falcon 9 Bloc 5        | Cap Canaveral               | Orbite géostationnaire            | Türksat 5B                                        | Satellite de télécommunications |
| 21 décembre | Falcon 9 Bloc 5        | Cap Canaveral               | Orbite basse                      | SpaceX CRS-24                                     | Ravitaillement de la Station spatiale internationale                                                                                                   |
| 22 décembre | H-IIA 204              | Tanegashima                 | Orbite géostationnaire            | Inmarsat-6 F1                                     | Satellite de télécommunications |
| 23 décembre | Longue Marche 7A       | Wenchang                    | Orbite géostationnaire            | Shijian-12 01 et 02                               | Satellites expérimentaux |
| 25 décembre | Ariane 5 ECA           | Kourou                      | Point de Lagrange Terre-Soleil L2 | James-Webb                                        | Télescope spatial infrarouge |
| 26 décembre | Longue Marche 4C       | Taiyuan                     | Orbite héliosynchrone             | Ziyuan I-02E                                      | Satellite d'observation de la Terre |
| 27 décembre | Soyouz-2.1B / Fregat-M | Baïkonour                   | Orbite basse                      | OneWeb × 36                                       | Satellites de télécommunications. |
| 27 décembre | Angara-A5/ DM-03       | Plessetsk                   | Orbite basse                      | Maquette                                          | Premier vol d'une Angara avec étage supérieur DM-03 adapté à ce lanceur (appelé Persei) ; Echec partiel : défaut de ré-allumage de cet étage           |
| 29 décembre | Longue Marche 2 D      | Jiuquan                     | Orbite héliosynchrone             | Tianhui 4                                         | Satellite de cartographie |
| 29 décembre | Longue Marche 3 B/E    | Xichang                     | Orbite géostationnaire            | TJSW-9                                            | Satellite d'écoute électronique |
| 30 décembre | Simorgh                | Base de lancement de Semnan | Orbite basse                      | ?                                                 | Echec probable (pourrait être un vol suborbital) |

## Vols orbitaux

### Par pays
Nombre de lancements par pays ayant construit le lanceur. Le pays retenu n'est pas celui qui gère la base de lancement (Kourou pour certains Soyouz, Baïkonour pour Zenit), ni le pays de la société de commercialisation (Allemagne pour Rokot, ESA pour certains Soyouz) ni le pays dans lequel est implanté la base de lancement (Kazakhstan pour Baïkonour). Chaque lancement est compté une seule fois quel que soit le nombre de charges utiles emportées.
| Pays             | Lancements | Succès | Échecs | Échecs partiels | Remarques    |
| ---------------- | ---------- | ------ | ------ | --------------- | ------------ |
| Chine            | 56         | 53     | 3      | 0               |              |
| Corée du Sud     | 1          | 0      | 1      | 0               |              |
| États-Unis       | 45         | 43     | 2      | 0               |              |
| Europe           | 6          | 6      | 0      | 0               |              |
| Inde             | 2          | 1      | 1      | 0               |              |
| Iran             | 1          | 0      | 1      | 0               | Nb incertain |
| Japon            | 3          | 3      | 0      | 0               |              |
| Nouvelle-Zélande | 6          | 5      | 1      | 0               |              |
| Russie           | 25         | 24     | 0      | 1               |              |
| Total            | 145        | 135    | 9      | 1               |              |

### Par lanceur
Nombre de lancements par famille de lanceur. Chaque lancement est compté une seule fois quel que soit le nombre de charges utiles emportées.
| Lanceur                   | Pays             | Lancements | Succès | Échecs | Échecs partiels | Remarques                 |
| ------------------------- | ---------------- | ---------- | ------ | ------ | --------------- | ------------------------- |
| Angara A5/Perseï          | Russie           | 1          | 0      | 0      | 1               | Premier vol du 3ème étage |
| Antares                   | États-Unis       | 2          | 2      | 0      | 0               |                           |
| Ariane 5ECA               | Europe           | 3          | 3      | 0      | 0               |                           |
| Atlas V                   | États-Unis       | 4          | 4      | 0      | 0               |                           |
| Ceres-1                   | Chine            | 1          | 1      | 0      | 0               |                           |
| Delta IV                  | États-Unis       | 1          | 1      | 0      | 0               |                           |
| Electron                  | Nouvelle-Zélande | 6          | 5      | 1      | 0               |                           |
| Epsilon                   | Japon            | 1          | 1      | 0      | 0               |                           |
| Falcon 9                  | États-Unis       | 31         | 31     | 0      | 0               |                           |
| Falcon Heavy              | États-Unis       | 0          | 0      | 0      | 0               |                           |
| Firefly Alpha             | États-Unis       | 1          | 0      | 1      | 0               | Vol inaugural             |
| GSLV                      | Inde             | 1          | 0      | 1      | 0               |                           |
| H-IIA                     | Japon            | 2          | 2      | 0      | 0               |                           |
| Hyperbola-1               | Chine            | 2          | 0      | 2      | 0               | Vol inaugural             |
| KSLV-II                   | Corée du Sud     | 1          | 0      | 1      | 0               | Vol inaugural             |
| Kuaizhou-1A               | Chine            | 4          | 3      | 1      | 0               |                           |
| LauncherOne               | États-Unis       | 2          | 2      | 0      | 0               |                           |
| Longue Marche 2           | Chine            | 14         | 14     | 0      | 0               |                           |
| Longue Marche 3           | Chine            | 12         | 12     | 0      | 0               |                           |
| Longue Marche 4           | Chine            | 14         | 14     | 0      | 0               |                           |
| Longue Marche 5           | Chine            | 1          | 1      | 0      | 0               |                           |
| Longue Marche 6           | Chine            | 4          | 4      | 0      | 0               |                           |
| Longue Marche 7           | Chine            | 4          | 4      | 0      | 0               |                           |
| Longue Marche 11          | Chine            | 0          | 0      | 0      | 0               |                           |
| Minotaur I                | États-Unis       | 1          | 1      | 0      | 0               |                           |
| Pegasus                   | États-Unis       | 1          | 1      | 0      | 0               |                           |
| Proton                    | Russie           | 2          | 2      | 0      | 0               |                           |
| PSLV                      | Inde             | 1          | 1      | 0      | 0               |                           |
| Rocket                    | États-Unis       | 2          | 1      | 1      | 0               |                           |
| Rokot                     | Russie           | 0          | 0      | 0      | 0               |                           |
| Safir                     | Iran             | 0          | 0      | 0      | 0               |                           |
| Simorgh                   | Iran             | 1          | 0      | 1      | 0               |                           |
| Soyouz                    | Russie           | 22         | 22     | 0      | 0               |                           |
| UR-100N (Strela ou Rokot) | Russie           | 0          | 0      | 0      | 0               |                           |
| Taurus                    | États-Unis       | 0          | 0      | 0      | 0               |                           |
| Unha                      | Corée du Nord    | 0          | 0      | 0      | 0               |                           |
| Vega                      | Europe           | 3          | 3      | 0      | 0               |                           |
| Zenit                     | Ukraine          | 0          | 0      | 0      | 0               |                           |

### Par base de lancement
Nombre de lancements par base de lancement utilisée. Chaque lancement est compté une seule fois quel que soit le nombre de charges utiles emportées.
| Site            | Pays             | Lancements | Succès | Echecs | Echecs partiels | Remarques |
| --------------- | ---------------- | ---------- | ------ | ------ | --------------- | --------- |
| Baïkonour       | Kazakhstan       | 14         | 14     | 0      | 0               |           |
| Cape Canaveral  | États-Unis       | 19         | 19     | 0      | 0               |           |
| Jiuquan         | Chine            | 22         | 19     | 3      | 0               |           |
| Kennedy         | États-Unis       | 12         | 12     | 0      | 0               |           |
| Kourou          | France           | 7          | 7      | 0      | 0               |           |
| Mahia           | Nouvelle-Zélande | 6          | 5      | 1      | 0               |           |
| MARS            | États-Unis       | 3          | 3      | 0      | 0               |           |
| Mojave          | États-Unis       | 2          | 2      | 0      | 0               |           |
| Naro            | Corée du Sud     | 1          | 0      | 1      | 0               |           |
| Kodiak (Alaska) | États-Unis       | 2          | 1      | 1      | 0               |           |
| Plessetsk       | Russie           | 5          | 4      | 0      | 1               |           |
| Satish Dhawan   | Inde             | 2          | 1      | 1      | 0               |           |
| Semnan          | Iran             | 1          | 0      | 1      | 0               |           |
| Taiyuan         | Chine            | 12         | 12     | 0      | 0               |           |
| Tanegashima     | Japon            | 2          | 2      | 0      | 0               |           |
| Uchinoura       | Japon            | 1          | 1      | 0      | 0               |           |
| Vandenberg      | États-Unis       | 7          | 6      | 1      | 0               |           |
| Vostotchny      | Russie           | 5          | 5      | 0      | 0               |           |
| Wenchang        | Chine            | 5          | 5      | 0      | 0               |           |
| Xichang         | Chine            | 16         | 16     | 0      | 0               |           |

### Par type d'orbite
Nombre de lancements par type d'orbite visée. Chaque lancement est compté une seule fois quel que soit le nombre de charges utiles emportées.
| Orbite                 | Lancements | Succès | Échecs | Atteints par accident |
| ---------------------- | ---------- | ------ | ------ | --------------------- |
| Basse                  | 111        | 103    | 8      | 0                     |
| Moyenne                | 3          | 3      | 0      | 0                     |
| Géosynchrone/transfert | 26         | 25     | 0      | 1                     |
| Haute                  | 1          | 0      | 0      | 1                     |
| Héliocentrique         | 4          | 4      | 0      | 0                     |

## Survols et contacts planétaires
| Date        | Sonde spatiale        | Événement                                                       | Remarque |
| ----------- | --------------------- | --------------------------------------------------------------- | --- |
| 17 janvier  | Parker Solar Probe    | Septième périhélie                                              | [ 25 ] |
| 9 février   | Emirates Mars Mission | Insertion en orbite martienne                                   | [ 26 ] |
| 10 février  | Tianwen-1             | Insertion en orbite martienne                                   | |
| 18 février  | Mars 2020             | Atterrissage de l'astromobile Perseverance à la surface de Mars | |
| 20 février  | Parker Solar Probe    | Quatrième assistance gravitationnelle de Vénus                  | |
| 21 février  | Juno                  | 32 e survol de Jupiter                                          | |
| 15 avril    | Juno                  | 33 e survol de Jupiter                                          | |
| 29 avril    | Parker Solar Probe    | Huitième périhélie                                              | |
| 10 mai      | OSIRIS-REx            | Départ de l'astéroïde Bénou et retour vers la Terre             | |
| 14 mai      | Tianwen-1             | Atterrissage à la surface de Mars de l'astromobile Zhurong      | Plaine de Utopia Planitia |
| 8 juin      | Juno                  | 34 e survol de Jupiter                                          | La sonde spatiale survole la lune Ganymède à 1038 kilomètres d'altitude. La période orbitale autour de Jupiter est réduite à 43 jours. |
| 21 juillet  | Juno                  | 35 e survol de Jupiter                                          | Fin de la première extension de la mission et début de la deuxième extension.                                                          |
| 8 aout      | Solar Orbiter         | deuxième assistance gravitationnelle de Vénus                   | [ 27 ] |
| 9 août      | Parker Solar Probe    | Neuvième périhélie                                              | |
| 11 août     | BepiColombo           | deuxième assistance gravitationnelle de Vénus                   | |
| 2 septembre | Juno                  | 36 e survol de Jupiter                                          | |
| 2 octobre   | BepiColombo           | première assistante gravitationnelle de Mercure                 | |
| 16 octobre  | Juno                  | 37 e survol de Jupiter                                          | |
| 21 novembre | Parker Solar Probe    | Dixième périhélie                                               | |
| 26 novembre | Solar Orbiter         | assistance gravitationnelle de la Terre                         | |
| 29 novembre | Juno                  | 38 e survol de Jupiter                                          | |

## Sorties extra-véhiculaires
Toutes les sorties extra-véhiculaires effectuées en 2021 ont été réalisées au cours de missions de maintenance de la Station spatiale internationale.
- 27 janvier (durée de la sortie 8 h 56) : les astronautes américains Michael Hopkins et Victor J. Glover installent la plateforme Bartolemeo à l'extérieur du module Columbus. Cette plateforme développée sous maitrise d'ouvrage de l'agence spatiale allemande (DLR) permet de recevoir des expériences développées par des laboratoires de recherche ou des industriels. Elle est commercialisée par la DLR[28].
- 1er février (durée de la sortie 5 h 20) : les astronautes américains Michael Hopkins et Victor J. Glover installent une nouvelle batterie sur la poutre P-4 à la place d'une batterie qui n'avait pu être remplacée lors de la grande opération de renouvellement des batteries qui avaient eu lieu précédemment. Ils mettent à niveau une caméra située à l'extérieur de la station spatiale[29].
- 28 février (durée de la sortie 7 h 4) : les astronautes américains Kathleen Rubins et Victor J. Glover ont commencé à installer les supports des futurs panneaux solaires (6 panneaux IROSA) qui doivent fournir un supplément d'énergie électrique complétant celle fournie par les panneaux solaires existants vieillissants. Ces nouveaux équipements devraient ajouter une puissance de 120 kilowatts aux 95 kW déjà fournis par les panneaux solaires en place[30].
- 5 mars (durée de la sortie 6 h 56) : l'astronaute américaine Kathleen Rubins et l'astronaute japonais Soichi Noguchi poursuivent les travaux d'installation des supports des futurs panneaux solaires[31].
- 13 mars (durée de la sortie 6 h 47) : les astronautes américains Michael Hopkins et Victor J. Glover poursuivent les travaux d'installation de la plateforme Bartolemeo initiés le 27 janvier et réalisent différentes tâches de maintenance[32].
- 2 juin (durée de la sortie 7 h 19) : les cosmonautes Oleg Novitski et Piotr Doubrov effectuent la seconde sortie extravéhiculaire destinée à préparer le remplacement du module-sas Pirs par Nauka qui est planifié au cours de l'été 2021. Les travaux réalisés comprennent le démontage des antennes installées sur Pirs et utilisées pour les amarrages, le déplacement de certaines expériences externes et du bras télécommandé Strela sur le module Poisk[33].
- 16 juin (durée de la sortie 7 h 15) : les astronautes Shane Kimbrough et Thomas Pesquet effectuent la première d'une série de sorties extravéhiculaires destinées à installer les panneaux solaires IROSA sur le poutre P6 pour compléter les panneaux solaires existants et vieillissants. Au début de la sortie Kimbrough rencontre des problèmes avec le système d'affichage de son casque et doit revenir au sas pour le réinitialiser. Son système de dissipation thermique semble également rencontrer également des problèmes mais cela s'avère une fausse alerte et la sortie peut se dérouler normalement bien qu'avec un certain retard par rapport au planning prévu. L'installation du premier panneau solaire ne se passe pas comme prévu et les astronautes doivent interrompre leur intervention sans avoir pu réaliser leur déploiement[34].
- 20 juin (durée de la sortie 6 h 28) : les astronautes Shane Kimbrough et Thomas Pesquet poursuivent le montage du premier panneau solaire qui avait été interrompu lors de leur première sortie. Ils parviennent à déployer ceux-ci[35].
- 25 juin (durée de la sortie 6 h 30) : les astronautes Shane Kimbrough et Thomas Pesquet effectuent leur troisième sortie ensemble. Ils installent et déploient le deuxième panneau solaire iROSA[36].
- 4 juillet (durée de la sortie 6 h 46) : les astronautes Liu Boming et Tang Hongbo (mission Shenzhou 12 à bord de la Station spatiale chinoise) effectuent la première sortie extravéhiculaire chinoise depuis la sortie de 22 minutes effectuée en 2008 dans le cadre de la mission Shenzhou 7. Ils testent une nouvelle combinaison spatiale et installent une plateforme de travail sur le bras télécommandé de la station spatiale chinoise Tiangong[37].
- 20 août (durée de la sortie 5 h 55) : les astronautes Liu Boming et Nie Haisheng dans le cadre de la mission Shenzhou 12 à bord de la Station spatiale chinoise. Ils installent une caméra panoramique et une pompe de secours sur le circuit de régulation thermique de la station spatiale[38].
- 3 septembre (durée de la sortie 7 h 19) : les cosmonautes Oleg Novitski et Piotr Doubrov effectuent la première d'une série de sorties extravéhiculaires destinées à équiper le nouveau module Nauka. Ils déplacent l'un des deux bras télécommandés Strela, font passer plusieurs câbles destinés à l'alimentation électrique du module, relient celui-ci à l'alimentation électrique et au réseau éthernet du segment américain puis installent une des trois mains courantes[39].
- 12 septembre (durée de la sortie 6 h 54) : les astronautes Akihiko Hoshide et Thomas Pesquet effectuent la première sortie extravéhiculaire américaine du segment américain de la station spatiale composée uniquement de non-Américains. Ils mettent en place le système de fixation d'un des nouveaux panneaux solaires IROSA[40].
- 7 novembre (durée de la sortie 6 h 25) : (station spatiale chinoise) les astronautes chinois Zhai Zhigang et Wang Yaping installent des cale-pieds et une plateforme de travail sur le bras robotique puis des connecteurs. Wang devient la première Chinoise à effectuer une sortie extravéhiculaire[41].
- 2 décembre (durée de la sortie 6 h 32) : les astronautes Tom Marshburn et Kayla Barron remplacent l'antenne orientable  (bande S) sur la poutre P1 qui donnait des signes de faiblesse[42].
- 26 décembre (durée de la sortie 6 h 11) : (station spatiale chinoise) les astronautes chinois Zhai Zhigang et Ye Guangfu installent une caméra panoramique externe, un cale-pied et testent différentes méthodes de déplacement des objets situés à l'extérieur de la station.

### Sources
- (en) Jonathan McDowell, Space Activities in 2021 Rev 1.3, 2022, 119 p. (lire en ligne)
- (en) Gunter Krebs, « Orbital Launches of 2021 », Gunter's Space Page
- (en) Erik Kulu, « World's largest database of nanosatellites, over 3600 nanosats and CubeSats », sur Nanosats Database (consulté le 9 janvier 2023)